# Цзиньнин
Цзиньни́н (кит. упр. 晋宁, пиньинь Jìnníng) — район городского подчинения городского округа Куньмин провинции Юньнань (КНР).

## История
После монгольского завоевания здесь были образованы Цзиньнинская область (晋宁州) и Куньянская область (昆阳州). После Синьхайской революции в Китае была проведена реформа структуры административного деления, в ходе которой области были упразднены, и в 1913 году Цзиньнинская и Куньянская области был преобразованы в уезды Цзиньнин (晋宁县) и Куньян (昆阳县).
После вхождения провинции Юньнань в состав КНР эти уезды вошли в состав Специального района Юйси (玉溪专区). В 1958 году к уезду Цзиньнин были присоединены уезды Куньян и Чэнгун.
В 1960 году уезд Цзиньнин был передан из состава Специального района Юйси под юрисдикцию властей Куньмина. В 1965 году из него был вновь выделен уезд Чэнгун.
В 2016 году уезд Цзиньнин был преобразован в район городского подчинения.

## Административное деление
Район делится на 1 уличный комитет, 4 посёлка и 2 национальные волости.

## Достопримечательности

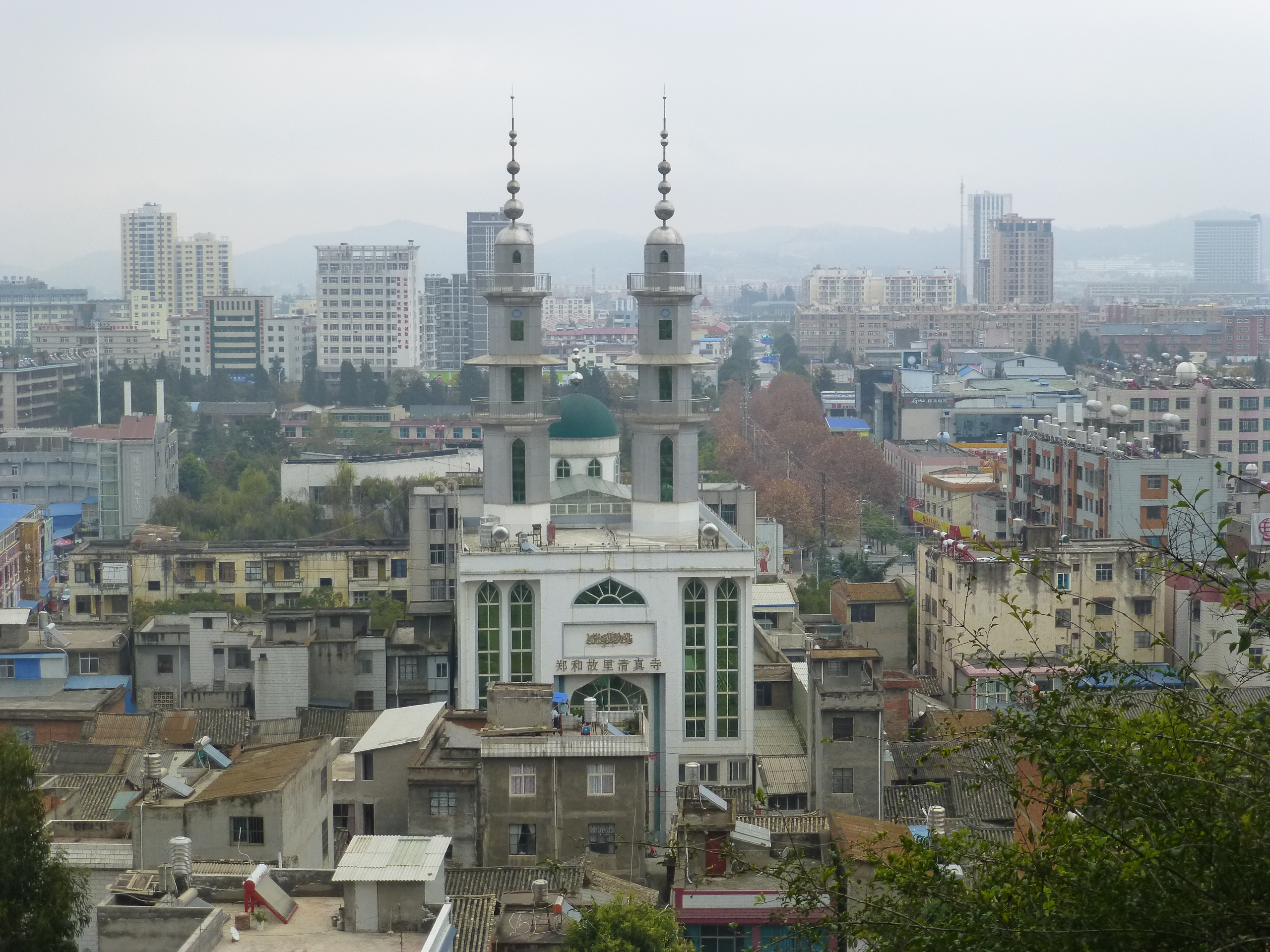
Мечеть «Родина Чжэн Хэ»

Эти места считаются родиной евнуха-мореплавателя Чжэн Хэ. В честь именитого земляка назван парк на горе Юэшань (Лунная гора), в котором установлены памятник Чжэн Хэ и мемориальная черепаха. Есть в парке и могила Ма Хаджи, отца Чжэн Хэ (могила самого Чжэн Хэ находится на горе Нюшань под Нанкином, а кроме того, нередко утверждается, что он умер во время своего последнего плавания, и был предан морскому погребению). В честь Чжэн Хэ названа и местная мечеть.